# Berberis wightiana
Berberis wightiana är en berberisväxtart som beskrevs av Schneider. Berberis wightiana ingår i släktet berberisar, och familjen berberisväxter. Inga underarter finns listade i Catalogue of Life.